# 高岳町
高岳町（たかおかちょう）は、愛知県名古屋市東区の地名。音読みでこうがくちょうとも読んだ。

## 地理
北に七小町、東に東新道町と接する。

## 歴史

### 沿革
- 明治初年 - 従来の高岳院門前を改称し、愛知郡高岳町として成立[4]。
- 1878年（明治11年）12月20日 - 名古屋区成立に伴い、同区高岳町となる[4]。
- 1889年（明治22年）10月1日 - 名古屋市成立に伴い、同市高岳町となる[4]。
- 1908年（明治41年）4月1日 - 東区に編入され、同区高岳町となる[4]。
- 1911年（明治44年）12月 - 中央勧業株式会社が設立される[5]。
- 1918年（大正7年）11月 - 米騒動への対応として市内4か所設置の公設市場のうち、中公設市場とともに高岳院内に東公設市場が新設される[6]。
- 1976年（昭和51年）1月18日 - 全域が泉一丁目および同二丁目および東桜一丁目および同二丁目に編入され、消滅[4]。